# FSV Frankfurt
FSV Frankfurt is een Duitse voetbalclub uit Frankfurt. De club komt uit het stadsdeel Bornheim en speelt in de schaduw van stadsgenoot Eintracht Frankfurt.  De club werd in 1899 opgericht en in tegenstelling tot andere clubs die nu in de hogere reeksen spelen werd de naam nooit gewijzigd en fuseerde de club nooit. Tussen 1902 en 1962 speelde de club onafgebroken in de hoogste klasse en werd in 1925 vicelandskampioen.

## Geschiedenis

### Zuid-Duitse Bond
De club werd op 20 augustus 1899 opgericht. De oprichters van de club waren jonge studenten die in de zomer van 1898 de club Fußballklub Nordend opgericht hadden. Dit was een zogenaamde wilde vereniging, zoals er wel meerdere waren, die niet aangesloten was bij een bepaalde voetbalbond. De naam Fußball-Sport-Verein sloeg terug op de Turnsportverein Frankfurt, waar in die tijd enkel atletiek beoefend werd. De stad wees de nieuwe club de weide im Prüfling toe, waar de club de actief was tot 1908 toen ze hun intrek namen bij een terrein aan de Seckbacher Landstraße. De club sloot zich eerst aan bij de Frankfurtse voetbalbond en later bij de Zuid-Duitse voetbalbond. De Frankfurtse bond richtte een kampioenschap in buiten de Zuid-Duitse competities om. FSV nam enkele keren deel en won de titel in 1904/05.

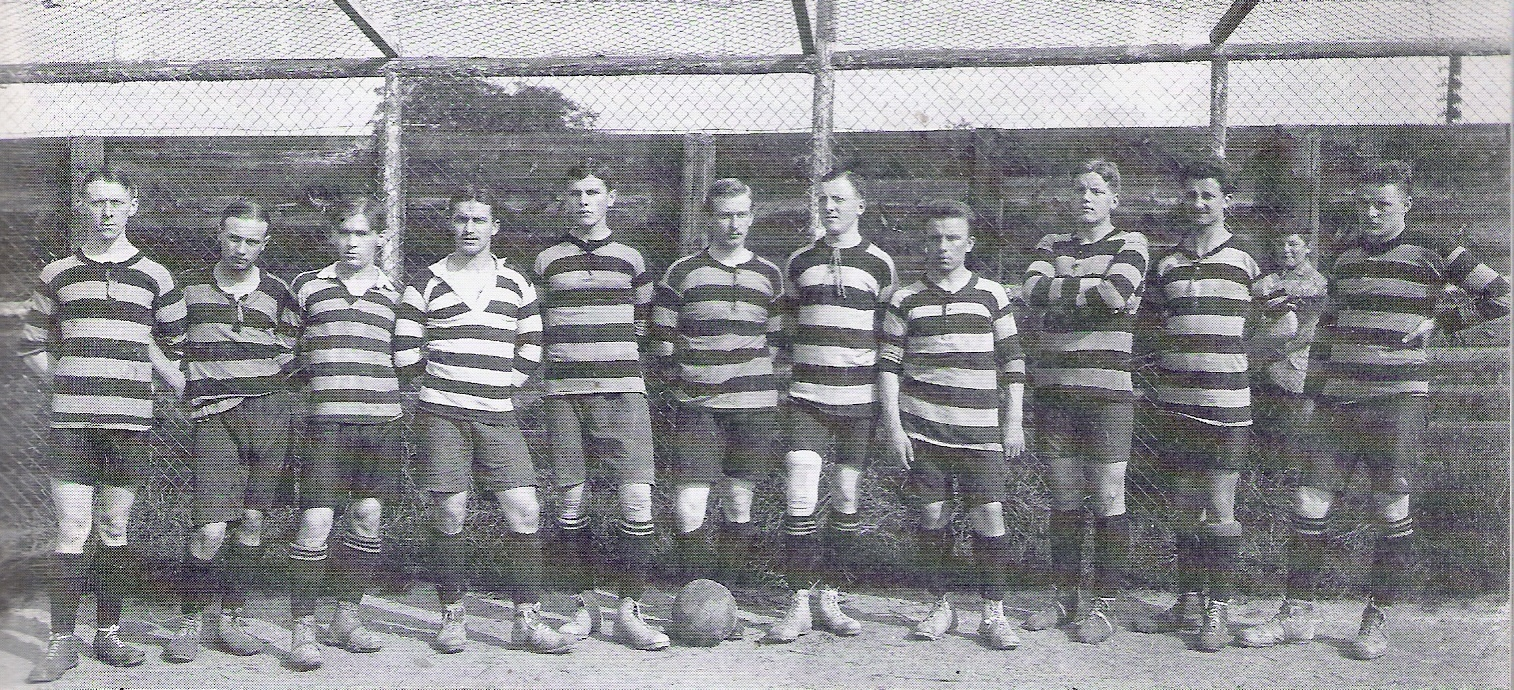
Elftal in 1902 op het terrein Im Prüfling.

In de Zuid-Duitse competitie werkte de club zich al snel van de C-klasse op naar de A-klasse. In 1902/03 nam de club deel aan de voorronde om zich te kwalificeren voor de eindronde en werd in de tweede ronde uitgeschakeld door 1. Hanauer FC 93. Vanaf 1903 ging de club spelen in de Westmaincompetitie, een heuse competitie waaraan 12 clubs deelnamen. FSV werd vijfde in het eerste seizoen. Na een middelmatig seizoen eindigde de club in 1905/06 eerste samen met Frankfurter FC Victoria 1899 en moest de titel aan Victoria laten. Hierna speelde de club in de Zuidmaincompetitie, waar de Kickers twee maal op rij kampioen werden. In het tweede seizoen werd de club uit de competitie gezet toen de club niet kwam opdagen bij de laatste competitiewedstrijd tegen Germania Wiesbaden, alle gespeelde wedstrijden werden geannuleerd.
In 1908 voerde de Zuid-Duitse bond vier nieuwe competities in die de namen van de windrichtingen kregen. FSV ging in de Nordkreisliga spelen. De competitie bestond wel uit twee reeksen en FSV werd groepswinnaar, maar verloor de finale om de titel van Hanau 93. Het volgende seizoen werden beide reeksen samengevoegd en werd FSV derde. In 1911 speelde international Camillo Ugi een tijdje bij de club en dat jaar werden ze vicekampioen achter SV 1899 Wiesbaden. Na nog een gedeelde tweede met Hanau 93 zakte de club wat weg naar de middenmoot. Ten tijde van de Eerste Wereldoorlog stond het voetbal op een laag pitje en namen slechts enkele clubs deel aan het kampioenschap, waaronder ook FSV. In 1916/17 werd de club voor het eerst kampioen en plaatste zich zo voor de eindronde, waar ze derde werden. Het volgende seizoen werden ze tweede achter Frankfurter FV Amicitia und 1902. In het laatste oorlogsjaar werd het nog moeilijker om een degelijke competitie op te zetten in de herfst van 1918, Frankfurter FV en FSV waren de enige clubs van de competitie die alle wedstrijden konden spelen en ze eindigden samen eerste, maar FV had een beter doelsaldo. In de lente van 1919 werd nog een nieuwe competitie gespeeld waar ze derde werden.
Na de oorlog kwam er opnieuw een gestructureerde competitie en de bond voerde de Noordmaincompetitie in. Na een tweede plaats in het eerste seizoen werden ze het jaar erop achtste. In 1921 werd de competitie opnieuw hervormd en samengevoegd met de Zuidmaincompetitie tot de Maincompetitie (Bezirksliga Main). De competitie bestond aanvankelijk uit vier reeksen en werd over twee seizoenen teruggebracht naar één reeks. Tezelfdertijd fuseerden enkele clubs om zo de toekomstige grootclub en zware concurrent Eintracht Frankfurt te vormen.
In 1922/23 werden ze groepswinnaar en speelden de finale om de titel tegen Kickers Offenbach. Na een nipte nederlaag won de club de terugwedstrijd met 7:2 en werd kampioen. In de eindronde werd FSV echter laatste. FSV slaagde erin om vijf keer op rij de titel binnen te halen. In 1924/25 werd de club derde in de eindronde en kwalificeerde zich zo voor het eerst voor de  eindronde om de Duitse landstitel. In de eerste ronde werd Hamburger SV verslagen en in de kwartfinale Essener TB Schwarz-Weiß. In de halve finale won de club nipt met 1:0 van Hertha BSC en plaatste zich zo voor het eerst voor de finale om de landstitel. In de finale verloor de club met 0:1 van 1. FC Nürnberg na verlengingen en werd vicekampioen. Tot op heden is dit het grootste succes in de clubgeschiedenis.
Ook het seizoen erop plaatste de club zich voor nationale eindronde na een derde plaats in de Zuid-Duitse eindronde. Na een zuinige 2:1 overwinning op BV Altenessen 06 werd de club vernederd door Hertha BSC met 8:2. In 1926/27 werd de vijfde titel op rij behaald en ook nu eindigde de club derde in de eindronde, echter moest de nummer drie vanaf dit jaar nog eerst spelen tegen de groepswinnaar van de groep met daarin niet-kampioenen. TSV 1860 München versloeg de club en plaatste zich voor de eindronde.
In 1927/28 doorbrak rivaal Eintracht Frankfurt de hegemonie van de club. Als vicekampioen plaatsten ze zich wel voor de Zuid-Duitse eindronde. De club werd winnaar van de groep Noordwest en verloor de finale tegen andere groepswinnaar FC Wacker München. De volgende twee seizoenen speelde zich een gelijkaardig scenario af al waren de boosdoeners nu SpVgg Fürth en FC Nürnberg.
Door een teleurstellende vijfde plaats in 1930/31 was het seizoen voor de club voortijdig afgelopen. Het volgende jaar waren ze er echter wel weer bij na een tweede plaats. De kampioenen en niet-kampioenen werden nu samen in twee groepen verdeeld op basis van geografische ligging. FSV werd tweede achter rivaal Eintracht en speelde een barragewedstrijd tegen Nürnberg die het met 5:0 verloor. In 1932/33 werd de club opnieuw kampioen van de Maincompetitie en won ook zijn groep in de eindronde en later de Zuid-Duitse titel tegen TSV 1860 München. Hierdoor ging FSV voor de derde keer naar de nationale eindronde. Nadat eerst PSV Chemnitz verslagen werd met 6:1 moest de club het in de kwartfinale afleggen van FC Schalke 04. In 1931 had de club zijn intrek genomen in het stadion Bornheimer Hang, waar de club nog steeds speelt.

### Gauliga
In 1933 werd de competitie grondig geherstructureerd nadat de nazi's aan de macht kwamen. De Gauliga werd nu de hoogste klasse en was onderverdeeld in 16 regionale kampioenschappen. FSV werd ingedeeld in de Gauliga Südwest-Mainhessen. FSV moest de rol lossen en was slechts een middenmoter de eerste jaren. In 1938/39 werd de club vicekampioen achter Wormatia Worms. Eerder dat jaar had de club al succes in de Duitse beker (toen nog Tschammerpokal). Na overwinningen op o.a. Fortuna Düsseldorf, VfB Mühlburg, 1860 München en Wiener Sport-Club bereikte de club de finale tegen Rapid Wien (Oostenrijk was in 1938 ingelijfd bij Duitsland). Rapid was torenhoog favoriet, maar FSV kwam na 17 minuten op voorsprong en kon deze behouden tot de 80ste minuut toen Rapid gelijk maakte. Daarna scoorde de Weense club nog twee keer en won de beker. Vanaf 1941 werd de Gauliga Südwest opgesplitst en FSV speelde nu in de Gauliga Hessen-Nassau waar ze in 1943 vicekampioen werden achter Kickers Offenbach. Naar het einde van de Tweede Wereldoorlog toe werd de competitie gestaakt.
Na WOII werden alle Duitse organisaties ontbonden. De club werd heropgericht als SG Bornheim, maar nam eind 1945 opnieuw de oude naam aan. Reeds op 8 juli 1945 werd de eerste wedstrijd gespeeld tegen SG Niederrad (opvolger van FC Union Niederrad 07). De terreinen van de club werden verwoest tijdens de oorlog en pas in maart 1946 konden ze terug naar hun oude stadion, dat pas in 1953 volledig hersteld werd.

### Naoorlogse geschiedenis
De Gauliga werd vervangen door de Oberliga die verdeeld was over vijf regionale reeksen. Heel wat minder dan de vele Gauliga's, al was West-Duitsland ongeveer de helft kleiner dan de vroegere Weimarrepubliek. Begin jaren vijftig werd de club twee keer vijfde, maar voor de rest was de club slechts een grijze middenmoter die weinig indruk naliet. In 1962 degradeerde de club uit de Oberliga. Niemand wist op dat moment dat de club nooit meer op het hoogste niveau zou spelen.
Het volgende seizoen werd de club kampioen, maar de Oberliga werd ontbonden en maakte plaats voor de Bundesliga. Slechts zestien teams van de 74 eersteklassers die verdeeld waren over vijf Oberliga's werden toegelaten, dus voor promovendi uit de tweede klasse was er zeker geen plaats. Er mochten zelfs geen twee clubs uit één stad deelnemen waardoor Bayern München, dat zich theoretisch wel geplaatst had het moest afleggen tegen TSV 1860 München dat hoger geëindigd was en de voorkeur kreeg. FSV plaatste zich wel voor de Regionalliga, de nieuwe tweede klasse die zoals de Oberliga in vijf reeksen verdeeld was.
In het eerste seizoen kon de club degradatie net vermijden en ook de jaren erna was FSV geen hoogvlieger. In 1968 degradeerde FSV voor de eerste keer in zijn bestaan naar de derde klasse. Na één seizoen kon de club terugkeren, maar werd ook meteen weer naar de derde klasse verwezen. In 1973 promoveerde FSV terug en werd elfde van de 18 clubs. Na dit seizoen werden de Regionalliga's opgedoekt en werden deze vervangen door de 2. Bundesliga . Na één seizoen promoveerde de club naar de 2. Bundesliga en speelde daar tot 1981 toen de club voor de derde keer het slachtoffer werd door competitiehervorming. De 2. Bundesliga werd herleid naar één reeks en FSV degradeerde naar de Oberliga Hessen, de derde klasse. Net zoals bij de oprichting van de 2. Bundesliga kon de club na één seizoen promoveren, maar degradeerde meteen weer.
FSV speelde meestal in de subtop en kon geen promotie meer afdwingen. In 1993 werd de tweede plaats bereikt achter Kickers Offenbach en een jaar later werd de club kampioen en promoveerde terug naar de 2. Bundesliga. Voor één keer was de club de competitiehervorming voor. De Regionalliga werd nieuw leven in geblazen en werd de nieuwe derde klasse terwijl de Oberliga nu de vierde klasse werd. FSV werd laatst in de 2. Bundesliga en degradeerde dus meteen weer. Het volgende seizoen eindigde catastrofaal en er volgde een tweede laatste plaats op rij. In 1998 werd de club kampioen en promoveerde weer naar de Regionalliga. Na twee seizoenen werd FSV andermaal slachtoffer van hervormingen. De vier Regionalliga's werden herleid tot twee en FSV belandde weer in de Oberliga.
In de Oberliga streed de club altijd bovenaan mee en na een tweede plaats in 2005 en 2006 werd de club kampioen in 2007. Na een slechte start in 2007/08 kon de club zich herpakken en ging zowaar nog om de titel strijden die het op de valreep kon winnen, waardoor de club na jarenlange afwezigheid opnieuw zijn optreden maakte in de 2. Bundesliga. Omdat er aanpassingen gedaan moesten worden aan het stadion ging de club een jaar lang spelen in het stadion van grote broer Eintracht. De club stond lang op een degradatieplaats, maar kon uiteindelijk toch het behoud verzekeren. Ook de volgende jaren waren magertjes al kon het behoud steeds verzekerd worden. Seizoen 2012/13 startte veelbelovend met enkele overwinningen, gaandeweg zakte de club nog wat terug maar maakte dan weer een comeback waardoor de club uiteindelijk vierde werd. In het seizoen 2013/2014 eindigde FSV Frankfurt als dertiende. In 2016 degradeerde de club na acht jaar uit de 2. Bundesliga. FSV Frankfurt kwam in de financiële problemen en werd bestraft met 9 punten aftrek. Sportief ging het ook niet goed en hierdoor eindigde de club op de laatste plaats van de 3. Liga. Hierdoor degradeerde FSV Frankfurt naar de Regionalliga Südwest, het 4e niveau in Duitsland. 

## Tweede Elftal
Het tweede elftal van FSV Frankfurt hield op zijn niveau gelijke tred met de opmars van de hoofdmacht en kwam na het kampioenschap van de Hessenliga in 2010 uit in de Regionalliga Südwest. In het seizoen 2007/2008 kwam de hoofdmacht zelf nog op dat niveau uit. In 2014 is FSV Frankfurt II opgeheven, nadat de verplichting kwam te vervallen om als profclub met een tweede elftal deel te nemen aan een van de competities. 

## Erelijst
- Duits amateurkampioen

1972
- Kampioen Oberliga Hessen

1969, 1973, 1975, 1982, 1994, 1998, 2007 (allen FSV Frankfurt), 2010 (FSV Frankfurt II)
- Mainkampioen

1923, 1924, 1925, 1926, 1927, 1933
- Nordkreisliga

1917
- Kampioen Frankfurt

1905
- Landespokal Hessen

1990, 2023

## Eindstanden
| Seizoen | Klasse | Klasse | Klasse | Klasse | Klasse | Reeks                      | DFB-Pokal    | Trainer-coach                                                       |
|         | I      | II     | III    | IV     | V      |                            |              |                                                                     |
| ------- | ------ | ------ | ------ | ------ | ------ | -------------------------- | ------------ | ------------------------------------------------------------------- |
| 1919/20 | 2      |        |        |        |        | Bezirksliga Nordmain       |              |                                                                     |
| 1920/21 | 8      |        |        |        |        | Bezirksliga Nordmain       |              |                                                                     |
| 1921/22 | 1      |        |        |        |        | Bezirksliga Main           |              |                                                                     |
| 1922/23 | 1      |        |        |        |        | Bezirksliga Main           |              |                                                                     |
| 1923/24 | 1      |        |        |        |        | Bezirksliga Main           |              |                                                                     |
| 1924/25 | 1      |        |        |        |        | Bezirksliga Main           |              |                                                                     |
| 1925/26 | 1      |        |        |        |        | Bezirksliga Main           |              |                                                                     |
| 1926/27 | 1      |        |        |        |        | Bezirksliga Main           |              |                                                                     |
| 1927/28 | 2      |        |        |        |        | Bezirksliga Main           |              |                                                                     |
| 1928/29 | 2      |        |        |        |        | Bezirksliga Main           |              |                                                                     |
| 1929/30 | 3      |        |        |        |        | Bezirksliga Main           |              |                                                                     |
| 1930/31 | 5      |        |        |        |        | Bezirksliga Main           |              |                                                                     |
| 1931/32 | 2      |        |        |        |        | Bezirksliga Main           |              |                                                                     |
| 1932/33 | 1      |        |        |        |        | Bezirksliga Main           |              |                                                                     |
| 1933/34 | 6      |        |        |        |        | Gauliga Südwest            |              |                                                                     |
| 1934/35 | 4      |        |        |        |        | Gauliga Südwest            |              |                                                                     |
| 1935/36 | 5      |        |        |        |        | Gauliga Südwest            |              |                                                                     |
| 1936/37 | 5      |        |        |        |        | Gauliga Südwest            |              |                                                                     |
| 1937/38 | 5      |        |        |        |        | Gauliga Südwest            | Eerste ronde |                                                                     |
| 1938/39 | 2      |        |        |        |        | Gauliga Südwest            | Finale       |                                                                     |
| 1939/40 | 3      |        |        |        |        | Gauliga Südwest-Mainhessen | Tweede ronde |                                                                     |
| 1940/41 | 5      |        |        |        |        | Gauliga Südwest-Mainhessen | Eerste ronde |                                                                     |
| 1941/42 | 3      |        |        |        |        | Gauliga Hessen-Nassau      |              |                                                                     |
| 1942/43 | 2      |        |        |        |        | Gauliga Hessen-Nassau      |              |                                                                     |
| 1943/44 | 3      |        |        |        |        | Gauliga Hessen-Nassau      |              |                                                                     |
| 1944/45 | 11     |        |        |        |        | Gauliga Hessen-Nassau      |              | Seizoen werd niet voltooid                                          |
| 1945/46 | 10     |        |        |        |        | Oberliga Süd               |              |                                                                     |
| 1946/47 | 14     |        |        |        |        | Oberliga Süd               |              |                                                                     |
| 1947/48 | 7      |        |        |        |        | Oberliga Süd               |              |                                                                     |
| 1948/49 | 12     |        |        |        |        | Oberliga Süd               |              |                                                                     |
| 1949/50 | 5      |        |        |        |        | Oberliga Süd               |              |                                                                     |
| 1950/51 | 5      |        |        |        |        | Oberliga Süd               |              |                                                                     |
| 1951/52 | 7      |        |        |        |        | Oberliga Süd               |              |                                                                     |
| 1952/53 | 11     |        |        |        |        | Oberliga Süd               |              |                                                                     |
| 1953/54 | 7      |        |        |        |        | Oberliga Süd               |              |                                                                     |
| 1954/55 | 6      |        |        |        |        | Oberliga Süd               | 1e ronde     |                                                                     |
| 1955/56 | 9      |        |        |        |        | Oberliga Süd               |              |                                                                     |
| 1956/57 | 11     |        |        |        |        | Oberliga Süd               |              |                                                                     |
| 1957/58 | 13     |        |        |        |        | Oberliga Süd               |              |                                                                     |
| 1958/59 | 11     |        |        |        |        | Oberliga Süd               |              |                                                                     |
| 1959/60 | 9      |        |        |        |        | Oberliga Süd               |              |                                                                     |
| 1960/61 | 12     |        |        |        |        | Oberliga Süd               |              |                                                                     |
| 1961/62 | 15     |        |        |        |        | Oberliga Süd               |              |                                                                     |
| 1962/63 |        | 1      |        |        |        | II. Liga Süd               |              |                                                                     |
| 1963/64 |        | 16     |        |        |        | Regionalliga Süd           |              |                                                                     |
| 1964/65 |        | 10     |        |        |        | Regionalliga Süd           |              |                                                                     |
| 1965/66 |        | 14     |        |        |        | Regionalliga Süd           |              |                                                                     |
| 1966/67 |        | 13     |        |        |        | Regionalliga Süd           |              |                                                                     |
| 1967/68 |        | 16     |        |        |        | Regionalliga Süd           |              |                                                                     |
| 1968/69 |        |        | 1      |        |        | Amateurliga Hessen         |              |                                                                     |
| 1969/70 |        | 19     |        |        |        | Regionalliga Süd           |              |                                                                     |
| 1970/71 |        |        | 2      |        |        | Amateurliga Hessen         |              |                                                                     |
| 1971/72 |        |        | 2      |        |        | Amateurliga Hessen         |              |                                                                     |
| 1972/73 |        |        | 1      |        |        | Amateurliga Hessen         |              |                                                                     |
| 1973/74 |        | 11     |        |        |        | Regionalliga Süd           |              |                                                                     |
| 1974/75 |        |        | 1      |        |        | Amateuroberliga Hessen     |              |                                                                     |
| 1975/76 |        | 13     |        |        |        | 2. Bundesliga              | 1e ronde     |                                                                     |
| 1976/77 |        | 7      |        |        |        | 2. Bundesliga              | 3e ronde     |                                                                     |
| 1977/78 |        | 15     |        |        |        | 2. Bundesliga              | 3e ronde     |                                                                     |
| 1978/79 |        | 12     |        |        |        | 2. Bundesliga              | 2e ronde     |                                                                     |
| 1979/80 |        | 18     |        |        |        | 2. Bundesliga              | 2e ronde     |                                                                     |
| 1980/81 |        | 15     |        |        |        | 2. Bundesliga              | 3e ronde     |                                                                     |
| 1981/82 |        |        | 1      |        |        | Amateuroberliga Hessen     | 8e finale    |                                                                     |
| 1982/83 |        | 19     |        |        |        | 2. Bundesliga              | 2e ronde     |                                                                     |
| 1983/84 |        |        | 3      |        |        | Amateuroberliga Hessen     | 1e ronde     |                                                                     |
| 1984/85 |        |        | 10     |        |        | Amateuroberliga Hessen     |              |                                                                     |
| 1985/86 |        |        | 5      |        |        | Amateuroberliga Hessen     |              |                                                                     |
| 1986/87 |        |        | 3      |        |        | Amateuroberliga Hessen     | 1e ronde     |                                                                     |
| 1987/88 |        |        | 5      |        |        | Amateuroberliga Hessen     |              |                                                                     |
| 1988/89 |        |        | 4      |        |        | Amateuroberliga Hessen     |              |                                                                     |
| 1989/90 |        |        | 8      |        |        | Amateuroberliga Hessen     |              |                                                                     |
| 1990/91 |        |        | 6      |        |        | Amateuroberliga Hessen     | 1e ronde     |                                                                     |
| 1991/92 |        |        | 5      |        |        | Amateuroberliga Hessen     |              |                                                                     |
| 1992/93 |        |        | 2      |        |        | Amateuroberliga Hessen     |              |                                                                     |
| 1993/94 |        |        | 1      |        |        | Amateuroberliga Hessen     |              |                                                                     |
| 1994/95 |        | 18     |        |        |        | 2. Bundesliga              |              |                                                                     |
| 1995/96 |        |        | 18     |        |        | Regionalliga Süd           | 1e ronde     |                                                                     |
| 1996/97 |        |        |        | 7      |        | Oberliga Hessen            |              |                                                                     |
| 1997/98 |        |        |        | 1      |        | Oberliga Hessen            |              |                                                                     |
| 1998/99 |        |        | 15     |        |        | Regionalliga Süd           |              |                                                                     |
| 1999/00 |        |        | 14     |        |        | Regionalliga Süd           |              |                                                                     |
| 2000/01 |        |        |        | 5      |        | Oberliga Hessen            |              |                                                                     |
| 2001/02 |        |        |        | 2      |        | Oberliga Hessen            |              | Martin Hohmann (sinds 01.07.2001)                                   |
| 2002/03 |        |        |        | 3      |        | Oberliga Hessen            |              | Niko Semlitsch (sinds 01.03.2003)                                   |
| 2003/04 |        |        |        | 6      |        | Oberliga Hessen            |              |                                                                     |
| 2004/05 |        |        |        | 2      |        | Oberliga Hessen            |              |                                                                     |
| 2005/06 |        |        |        | 2      |        | Oberliga Hessen            |              |                                                                     |
| 2006/07 |        |        |        | 1      |        | Oberliga Hessen            |              | Tomas Oral (sinds 01.07.2006)                                       |
| 2007/08 |        |        | 1      |        |        | Regionalliga Süd           |              |                                                                     |
| 2008/09 |        | 15     |        |        |        | 2. Bundesliga              | 2e ronde     |                                                                     |
| 2009/10 |        | 15     |        |        |        | 2. Bundesliga              | 1e ronde     | Hans-Jürgen Boysen (sinds 07.10.2009)                               |
| 2010/11 |        | 13     |        |        |        | 2. Bundesliga              | 2e ronde     |                                                                     |
| 2011/12 |        | 13     |        |        |        | 2. Bundesliga              | 2e ronde     | Benno Möhlmann (sinds 21.12.2011)                                   |
| 2012/13 |        | 4      |        |        |        | 2. Bundesliga              | 2e ronde     |                                                                     |
| 2013/14 |        | 13     |        |        |        | 2. Bundesliga              | 2e ronde     |                                                                     |
| 2014/15 |        | 13     |        |        |        | 2. Bundesliga              | 2e ronde     |                                                                     |
| 2015/16 |        | 17     |        |        |        | 2. Bundesliga              | 2e ronde     |                                                                     |
| 2016/17 |        |        | 20     |        |        | 3. Liga                    | 1e ronde     | Roland Vrabec (sinds 01-07-2016) / Gino Lettieri (sinds 07-03-2017) |
| 2017/18 |        |        |        | 14     |        | Regionalliga Südwest       |              | Alexander Conrad (sinds 01-07-2017)                                 |
| 2018/19 |        |        |        | 12     |        | Regionalliga Südwest       |              | Alexander Conrad / Thomas Brendel (sinds 14-04-2019)                |
| 2019/20 |        |        |        | 12     |        | Regionalliga Südwest       |              | Thomas Brendel                                                      |
| 2020/21 |        |        |        | 6      |        | Regionalliga Südwest       |              | Thomas Brendel                                                      |
| 2021/22 |        |        |        | 15     |        | Regionalliga Südwest       |              | Angelo Berletta / Tim Görner (sinds 15-3-2022)                      |
| 2022/23 |        |        |        | 5      |        | Regionalliga Südwest       |              | Tim Görner                                                          |
| 2023/24 |        |        |        | 9      |        | Regionalliga Südwest       | 1e ronde     | Tim Görner                                                          |

## Bekende (oud-)spelers
- Tom Beugelsdijk
- Vincenzo Grifo
- Robert Pache
- John Verhoek